# Femogibbosus assi
Femogibbosus assi är en hakmaskart som beskrevs av Paruchin 1973. Femogibbosus assi ingår i släktet Femogibbosus och familjen Cavisomidae. Inga underarter finns listade i Catalogue of Life.